# Cedrzyniec
Cedrzyniec  (Calocedrus) – rodzaj drzew należących do rodziny cyprysowatych. Obejmuje trzy gatunki występujące we wschodniej Azji i jeden rosnący w Ameryce Północnej. Rośliny te uprawiane są jako ozdobne i pozyskiwane są jako źródło drewna.

## Morfologia
PokrójDrzewa osiągające do 46 m (C. decurrens). Pędy mają rozgałęzione i spłaszczone w jednej płaszczyźnie, o kształcie i ulistnieniu podobnym do żywotników, często też ułożone są w płaszczyźnie pionowej. Gałązki z góry są ciemnozielone, od dołu jaśniejsze. C. macrolepis wyróżnia się bardzo jasną korą.
LiścieŁuskowate są spłaszczone i mają wyrównaną długość.
Organy generatywneMęskie szyszki są owalne lub wydłużone, składają się z 6–16 szerokoowalnych mikrosporofili, osiągają ok. 4 mm długości i dojrzałe są żółte. Tworzą się zwykle w wielkich ilościach w górnej części korony. Szyszki żeńskie są zielonawe, zwisają na krótkich, okrytych łuskami szypułach. Podłużnie owalne drewnieją w ciągu jednego roku. Szyszki zawierają 6 łusek, z których te w dolnej parze mają kształt owalny i są odwinięte na końcach, środkowe są wydłużone, a górne równowąskie i zrośnięte. Nasiona są spłaszczone i zaopatrzone w dwa nierówne skrzydełka. Powstają po dwa na płodnych łuskach nasiennych.

## Systematyka
Wykaz gatunków
- Calocedrus decurrens (Torr.) Florin – cedrzyniec kalifornijski (zachodnie USA, północny Meksyk)
- Calocedrus formosana (Florin) Florin (Tajwan)
- Calocedrus macrolepis Kurz (południowo-zachodnie Chiny, północny Wietnam, północny Laos, północna Tajlandia i północno-wschodnia Mjanma)
- Calocedrus rupestris Aver., T.H.Nguyên & P.K.Lôc (Wietnam)

## Zastosowanie
Drewno roślin z tego rodzaju jest miękkie, łatwe do obróbki, odporne na rozkład i aromatyczne. Znajduje w związku z tym wszechstronne zastosowanie (m.in. do wyrobu ołówków). Ze względu na szersze rozpowszechnienie istotne znaczenie gospodarcze ma cedrzyniec kalifornijski i Calocedrus macrolepis. Oba te gatunki uprawiane są także jako rośliny ozdobne.